# Cratere Stefan
Stefan è un grande cratere lunare di 112,18 km situato nella parte nord-orientale della faccia nascosta della Luna.